# Cerodontha sylvesterensis
Cerodontha sylvesterensis är en tvåvingeart som beskrevs av Spencer 1976. Cerodontha sylvesterensis ingår i släktet Cerodontha och familjen minerarflugor. Inga underarter finns listade i Catalogue of Life.